# Barragem de Serra Serrada
A Barragem de Serra Serrada, construída sobre o leito da ribeira das Andorinhas, localiza-se na freguesia de França, no Município de Bragança, Distrito de Bragança, em Portugal. A barragem foi projectada em 1986 e entrou em funcionamento em 1989.

## Barragem
É uma barragem de gravidade em betão. Possui uma altura de 25 m acima da fundação (20 m acima do terreno natural) e um comprimento de coroamento de 170 m (largura 2 m). O volume da barragem é de 14.600 m³. Possui uma capacidade de descarga máxima de 3,7 (descarga de fundo) + 46 (descarregador de cheias) m³/s.

## Albufeira
A albufeira da barragem apresenta uma superfície inundável ao NPA (Nível Pleno de Armazenamento) de 0,2647 km² e tem uma capacidade total de 1,68 Mio. m³ (capacidade útil de 1,5 Mio. m³). As cotas de água na albufeira são: NPA de 1252 metros, NMC (Nível Máximo de Cheia) de 1252,5 metros e NME (Nível Mínimo de Exploração) de 1241,5 metros.

## Central hidroeléctrica
A central hidroeléctrica é constituída por dois grupos Pelton com uma potência total instalada de 3,4 MW. A energia produzida em ano médio é de 8,71 Mio. kWh.